# Équipe de Nouvelle-Zélande féminine de basket-ball
Cet article traite de l'équipe féminine. Pour l'équipe masculine, voir Équipe de Nouvelle-Zélande masculine de basket-ball.
Maillots
L’équipe de Nouvelle-Zélande de basket-ball surnommée les "Tall Ferns", est la sélection des meilleures joueuses Néo-Zélandaise. Elle est placée sous l’égide de la Fédération de Nouvelle-Zélande de basket-ball.
L’équipe a remporter un titre celuis du Championnat d’Océanie en 1993, aujourd'hui disparu car depuis 2017, la FIBA a combiné ses zones océanienne et asiatique pour les compétitions officielles seniors, à la suite de ce changement, Tall Ferns disputent la Coupe d'Asie. Elle à aussi participer trois fois aux Jeux olympiques d'été et une fois à la coupe du monde.

## Histoire

### Ascension sur la scène internationale (1990-2000)
Les années 1990 ont marqué un tournant pour les Tall Ferns, avec une augmentation de l'investissement dans le sport féminin en Nouvelle-Zélande. Le développement de structures de formation plus solides et l'amélioration des compétitions domestiques ont permis de renforcer le niveau de jeu des joueuses. C'est également à cette période que les Tall Ferns ont commencé à participer plus régulièrement à des compétitions internationales, notamment au Championnat d’Océanie.
Cette période a également vu l'émergence de joueuses clés qui allaient marquer l'histoire de l'équipe. En 1993 l'équipe remporte pour la première fois un titre en remportant le Championnat d’Océanie contre l'Équipe des Samoa avec une large victoire 120 à 58. La Nouvelle-Zélande a profité de l'absence de l'Australie deja qualifier pour les Championnats du monde 1994 qui se sont déroulés dans leurs pays. Avec cette victoire l'équipe ces donc qualifier pour ces premier Championnat du monde de son histoire.

## Résultats

### Palmarès
| Compétitions mondiales                             | Compétitions continentales | Autres compétitions                                            |
| -------------------------------------------------- | --- | -------------------------------------------------------------- |
| - Jeux olympiques - Néant - Coupe du monde - Néant | - Coupe d'Asie - Néant - Championnat d'Océanie (1) - Vainqueur en 1993 - Finaliste en 1974, 1978, 1982, 1985, 1989, 1995, 1997, 2001, 2003, 2005, 2007, 2009, 2011, 2013 et 2015 | - Jeux du Commonwealth - Finaliste en 2006 - Troisième en 2018 |

### Parcours en compétitions internationales

#### Jeux olympiques
| Année | Position      |      | Année         | Position |               | Année | Position |
| 1976  | Non qualifiée | 1996 | Non qualifiée | 2016     | Non qualifiée |       |          |
| 1980  | Non qualifiée | 2000 | 11e           | 2020     | Non qualifiée |       |          |
| 1984  | Non qualifiée | 2004 | 8e            | 2024     | Non qualifiée |       |          |
| 1988  | Non qualifiée | 2008 | 10e           | 2028     | -             |       |          |
| 1992  | Non qualifiée | 2012 | Non qualifiée | 2032     | -             |       |          |

#### Coupe du monde
| Année | Position      |      | Année         | Position |               | Année | Position |
| 1953  | Non qualifiée | 1979 | Non qualifiée | 2006     | Non qualifiée |       |          |
| 1957  | Non qualifiée | 1983 | Non qualifiée | 2010     | Non qualifiée |       |          |
| 1959  | Non qualifiée | 1986 | Non qualifiée | 2014     | Non qualifiée |       |          |
| 1964  | Non qualifiée | 1990 | Non qualifiée | 2018     | Non qualifiée |       |          |
| 1967  | Non qualifiée | 1994 | 15e           | 2022     | Non qualifiée |       |          |
| 1971  | Non qualifiée | 1998 | Non qualifiée | 2026     | -             |       |          |
| 1975  | Non qualifiée | 2002 | Non qualifiée | 2030     | -             |       |          |

### Coupe d'Asie
| Année | Position |      | Année | Position |
| 2017  | 6e       | 2023 | 4e    |          |
| 2019  | 5e       | 2025 | 5e    |          |
| 2021  | 5e       | 2027 | -     |          |

#### Championnat d'Océanie
| Année | Position  |      | Année     | Position |           | Année | Position |
| 1974  | Finaliste | 1995 | Finaliste | 2009     | Finaliste |       |          |
| 1978  | Finaliste | 1997 | Finaliste | 2011     | Finaliste |       |          |
| 1982  | Finaliste | 2001 | Finaliste | 2013     | Finaliste |       |          |
| 1985  | Finaliste | 2003 | Finaliste | 2015     | Finaliste |       |          |
| 1989  | Finaliste | 2005 | Finaliste |          |           |       |          |
| 1993  | Vainqueur | 2007 | Finaliste |          |           |       |          |